# El Jacal, Villa Victoria
El Jacal är en ort i Mexiko.   Den ligger i kommunen Villa Victoria och delstaten Mexiko, i den sydöstra delen av landet, 90 km väster om huvudstaden Mexico City. El Jacal ligger 2 583 meter över havet och antalet invånare är 197.
Terrängen runt El Jacal är kuperad åt nordost, men åt sydväst är den platt. Runt El Jacal är det ganska tätbefolkat, med 166 invånare per kvadratkilometer. Närmaste större samhälle är Amanalco de Becerra, 19,2 km söder om El Jacal. Trakten runt El Jacal består till största delen av jordbruksmark.